# Una cita, una fiesta y un gato negro
Una cita, una fiesta y un gato negro es una película argentina de 2009, del género comedia, dirigida por Ana Halabe y protagonizada por Julieta Cardinali y Leonora Balcarce.

## Sinopsis
En sólo tres días Gabriela, una joven e impetuosa mujer, siente que su matrimonio ideal y su floreciente negocio están en un grave peligro, debido a la súbita y temible reaparición en su vida de Felisa, una antigua compañera de secundaria, quien carga con el antecedente de traer consigo la mala suerte y la desgracia.

## Reparto
- Julieta Cardinali ... Gabriela
- Leonora Balcarce ... Felisa
- Rita Cortese ... Saravia
- Fernán Mirás ... Marcelo
- Nicolás Pauls ... Andrés
- Roberto Carnaghi ... De Negris
- Juan Manuel Tenuta...	Abuelo
- Adela Gleijer	...	Abuela
- Marcelo Mazzarello	...	Turco
- Luis Margani	...	Ramírez
- Anahí Martella...	Madre López Osorno
- Luis María Montanari	...	Chiquito
- Carlos Kaspar	...	Padre López Osorno
- Martina Calissi	...	Celeste
- Alfredo Castellani	...	Médico
- Juan Denari	...	Mozo
- Ayelén Dotti	...	Secretaria Nortesur
- Enrique Dumont	...	Arturo
- Luis Gianneo	...	Empleado Fullminex
- Eloy González...	Asaltante 2
- Marina Guerrero	...	Mujer Cartera
- Gustavo Kreiman	...	Secretario Saravia
- Leonardo Kreimer	...	Vladimiro
- Leandro Melián	...	Asaltante 1
- Bárbara Molinari	...	Chica Bar El Ciervo
- Gabriel Molinelli	...	Fabián
- Agustín Oberto	...	Chico Bar El Ciervo
- Axel Pauls	...	Hombre Reloj
- Joaquín Rezzo...	Julián
- Anabel Santesteban	...	Mujer
- Jorge Varas	...	Uriburu Mitre